# Thalour du Perron
Pour les articles homonymes, voir Du Perron.
Thalour du Perron est un gouverneur français de Plaisance sur l'île de Terre-Neuve à l'époque de la Nouvelle-France. Il est mort assassiné en 1663.

## Biographie
Thalour du Perron est originaire de Nantes en France. En 1662, il débarque à Plaisance, accompagné, à bord de l'Aigle d'Or, par un groupe d'une trentaine de soldats et d'une cinquantaine de colons, son chapelain et son frère. C'est le gouverneur de Plaisance, Nicolas Gargot de La Rochette, qui l'a choisi comme gouverneur afin de lui succéder. Nicolas Gargot doit s'embarquer pour Québec afin d'y conduire une expédition militaire au Canada contre les Iroquois.
Thalour de Perron n'a pas le profil de gouverner. Il s'adonne aux jeux et à la chasse. Le mécontentement des colons gronde contre son comportement. Les dysfonctionnements coloniaux exaspèrent la population. La garnison se rebelle également et finit par exécuter le gouverneur Perron, son frère et leur ami chapelain. Pendant ce temps, la petite colonie sombre dans la misère et la famine. Au printemps 1663, un navire de ravitaillement arrive de France et découvre la petite colonie de Plaisance misérable et affamée. L'armée royale arrive à son tour et arrête un certain nombre de mutins qui seront jugés au tribunal de la prévôté de Québec. Dès la connaissance des tragiques évènements de Plaisance, le pouvoir royal nomme Bellot dit Lafontaine, comme gouverneur par intérim, dans l'attente du retour du précédent gouverneur Nicolas Gargot de La Rochette. Mais ce dernier meurt en 1664, en France et Bellot assumera la charge de gouverneur de Plaisance jusqu'en 1667.